# UEFA Euro 2012 (игра)
UEFA Euro 2012 — компьютерная игра, официальный симулятор Чемпионата Европы по футболу 2012. Компания Electronic Arts впервые выпустила «UEFA Euro» не отдельной игрой, а платным загружаемым дополнением для FIFA 12. Игра была выпущена 24 апреля 2012 года. Доступна на английском, французском, немецком, итальянском, испанском, голландском, русском и польском языках.

## Игровой процесс
Симулятор полностью воссоздаёт официальный турнир: игрокам будут доступны все 53 сборные Европы и все 8 стадионов финального турнира. Это прекрасная возможность создать свой сценарий Чемпионата Европы.
Режим Expedition Mode, разработанный специально для УЕФА Евро-2012, позволит игрокам создать свою команду и сразиться с другими сборными Европы, формируя собственную стратегию. За каждый удачно сыгранный матч даются бонусы — новые варианты формы, бутс, добавляются новые варианты стратегии. Бонусы случайны и их значимость и полезность напрямую зависит от того, с каким счётом вы обыграли противника и как велик отрыв в счёте.

## Особенности игры
- В игре доступны все восемь стадионов чемпионата Европы по футболу 2012 года[3][4].
- В игре присутствуют все 53 сборные-члены УЕФА.
- Добавлено 10 новых трофеев.
- Режим Expedition: возможность составить свой собственный состав и выставить его в играх против европейских сборных, разработав свою уникальную стратегию.
- Режим Daily Challenge: игроки выполняют различные задания в ходе разнообразных матчей. Режим стал доступен 8 июня, уже после начала чемпионата Европы.
- Составы команд-участниц будут обновлены непосредственно перед стартом турнира: таким образом, в игру добавят дополнительных игроков, не заявлявшихся ранее.
- В игре отсутствует лицензии у 24 сборных (Украина, Эстония, Уэльс, Словакия и т. д.) EA прокомментировала данную ситуацию так:

Национальные сборные в UEFA EURO 2012 представляют собой смесь как официально лицензированных команд (или же по лицензии FIFPro), так и нелицензированных. Мы, безусловно, хотели видеть в игре все лицензированные сборные, но на данный момент из 53 представленных команд только 29 имеют лицензию. Чтобы включить сборную в игру, EA приходится вести переговоры с каждой отдельной футбольной ассоциацией той или иной страны для получения соответствующей лицензии. Решение о лицензировании конкретной команды или лиги непосредственно входит в сферу влияния бизнеса. К сожалению, мы не смогли договориться с каждой футбольной ассоциацией о том, чтобы включить их сборную в нашу игру.

## Отзывы
| Сводный рейтинг | Сводный рейтинг |
| Агрегатор       | Оценка          |
| --------------- | --------------- |
| GameRankings    | 70,27 %         |